# Nationaal Bevrijdingsfront (Sri Lanka)
Het Nationaal Bevrijdingsfront (Singalees: Janatha Vimukthi Peramuna) of JVP is een communistische politieke partij in Sri Lanka. De partij ontstond in 1965 als afsplitsing van de maoïstische Communistische Partij van Ceylon. De partij werd van 1965 tot 1989 geleid door Rohana Wijeweera.
De JVP kwam niet op bij de verkiezingen van 1970 maar steunde wel het linkse programma van Sirimavo Bandaranaike. Zij won de verkiezingen en werd eerste minister. Maar van de beloofde hervormingen kwam naar de mening van de JVP te weinig terecht. De werkloosheid bleef hoog door de slechte economische situatie op globaal niveau. In 1971 steunde de JVP een opstand tegen de regering. Deze opstand kreeg veel steun van studenten maar werd al snel in de kiem gesmoord. De regering kondigde op 18 maart 1971 de noodtoestand af en kon rekenen op buitenlandse steun bij het neerslaan van de opstand. Nadat op 23 april amnestie werd toegezegd, gaven 4.000 opstandelingen zich over. 10.000 anderen werden gevangen genomen en berecht.
Pas in 1977 deed de JVP voor het eerst mee aan verkiezingen. In 1987 steunde de JVP een nieuwe opstand tegen de regering, ditmaal was de Indiase inmenging in Sri Lanka de aanleiding.